# Paesaggio al tramonto
Paesaggio al tramonto è una tela applicata su cartone (35x43 cm) realizzata nel 1885 dal pittore Vincent van Gogh.
È conservata al Museo Thyssen-Bornemisza di Madrid.
Il paesaggio rappresentato da Van Gogh è quello di Nuenen, residenza dei suoi genitori tra il 1883 ed il 1885.
Il soggetto sembra casuale, dal momento che non è presente alcun edificio di rilievo.